# Erland Wendel-Hansen
Sture Hans Erland Wendel-Hansen, född 7 juli 1916 i Kongens Lyngby Köpenhamn, död 21 juli 1993 i Nyköping, Södermanlands län, var en svensk pastor i Bromma inom Svenska Baptistsamfundet.

## Biografi
Erland Wendel-Hansen föddes 7 juli 1916 i Kongens Lyngby Köpenhamn. Han kom att arbeta som pastor i Bromma inom Svenska Baptistsamfundet. Wendel-Hansen avled 21 juli 1993 i Nyköping, Södermanlands län.

## Psalmer
- Jag vet en väg till salighet, texten är skriven 1950.[1]